# Ярош Михайло Іванович
Михайло Іванович Ярош (1919, село Фастівці, тепер Бахмацького району Чернігівської області — ?) — український радянський діяч, 1-й секретар Срібнянського районного комітету КПУ Чернігівської області. Депутат Верховної Ради УРСР 4-го скликання.

## Біографія
Народився у родині селянина-середняка. У 1937 році закінчив Бахмацьку вечірню середню школу Чернігівської області.
У 1937—1939 роках — касир, інспектор Бахмацького відділення Держбанку СРСР Чернігівської області.
З жовтня 1939 до 1943 року — у Червоній армії, учасник німецько-радянської війни. Служив командиром мінометної батареї та мінометного батальйону 1281-го стрілецького полку 60-ї стрілецької дивізії 61-ї армії Західного та Брянського фронтів. 9 липня 1942 року був важко поранений, втратив ліву руку. Лікувався у госпіталях, у 1943 році був демобілізований.
Член ВКП(б) з 1942 року.
У лютому 1944 — квітні 1945 року — завідувач військового відділу Бахмацького районного комітету КП(б)У Чернігівської області.
У 1945—1946 роках — слухач річних партійних курсів при ЦК КП(б)У.
З травня 1946 року працював штатним пропагандистом Бахмацького районного комітету КП(б)У Чернігівської області. У 1946 — вересні 1949 року — 2-й секретар Яблунівського районного комітету КП(б)У Чернігівської області.
У вересні 1949 — липні 1952 року — слухач Республіканської партійної школи при ЦК КП(б)У в Києві.
У липні 1952 — 1959 року — 1-й секретар Срібнянського районного комітету КПУ Чернігівської області.
З 1959 року — на відповідальній партійній роботі в Чернігівській області.

## Звання
- лейтенант
- капітан

## Нагороди
- орден Леніна (26.02.1958)
- орден Вітчизняної війни 2-го ст. (6.11.1945)
- медаль «За бойові заслуги» (31.12.1941)
- медаль «За оборону Москви»
- медаль «За перемогу над Німеччиною у Великій Вітчизняній війні 1941—1945 років»
- медалі